# Every Woman Dreams (canção)
"Every Woman Dreams" é uma canção/single da cantora americana Shanice, lançado em 6 de dezembro de 2005 como o primeiro single de seu quinto álbum, Every Woman Dreams. A canção foi co-escrito por ela, junto com o marido Flex Alexander e Cynthia Wilson, sendo seu primeiro single em seis anos. A canção falhou ao gráfico em Billboard Hot 100, no entanto, atingiu o pico de número 62 no gráfico Billboard Hot R&B/Hip-Hop Songs.

## Videoclipe
O vídeo da música apresenta interesse amoroso do marido de Shanice, e mostra os dois se abraçando em entre "shots" de Shanice sozinha, declarando o homem bom que ela tem.

## Posições nos gráficos musicais
| Gráfico (2005)                  | Posições |
| ------------------------------- | -------- |
| EUA Billboard R&B/Hip-Hop Songs | 62       |